# St. Georg (Friesen)

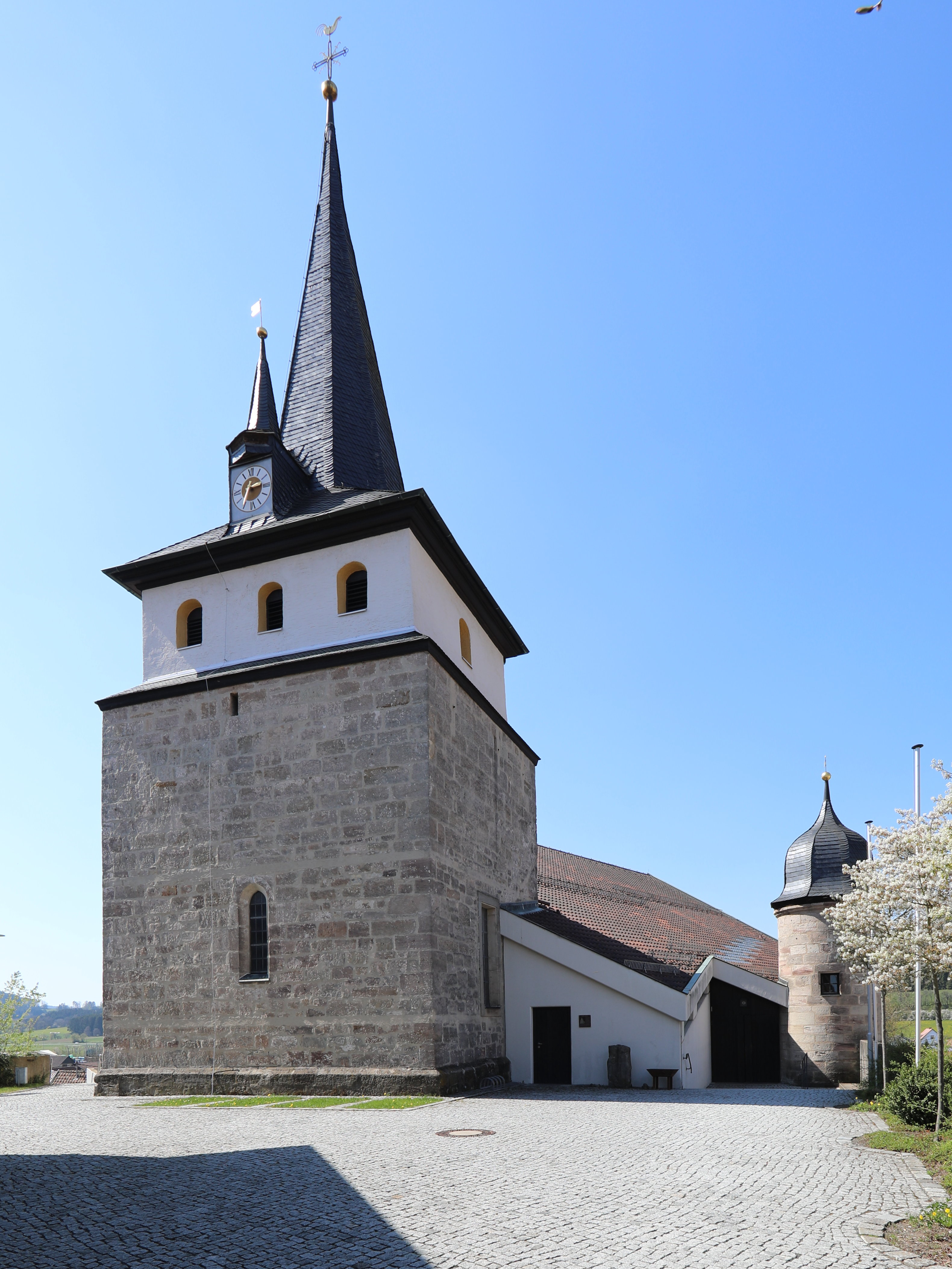
St. Georg (Friesen)

Die römisch-katholische Pfarrkirche St. Georg ist ein denkmalgeschütztes Kirchengebäude in Friesen, einem Gemeindeteil der Kreisstadt Kronach im Landkreis Kronach (Oberfranken, Bayern).
Das Bauwerk ist unter der Denkmalnummer D-4-76-145-295 als Baudenkmal in der Bayerischen Denkmalliste eingetragen. Die Pfarrei gehört zum Seelsorgebereich Kronach im Dekanat Kronach des Erzbistums Bamberg.

## Beschreibung
Bereits 1434 besaß Friesen eine eigene Kirche, die im Laufe der Jahrhunderte öfter verändert und umgebaut wurde. Das Langhaus musste 1971 einem Neubau weichen. Nur der Chorturm, dessen steinsichtige unteren Geschosse im Kern spätmittelalterlich sind, sein verputztes, aufgestocktes Geschoss, das den Glockenstuhl beherbergt, sein verschieferter, achtseitiger Knickhelm von 1648 und der ehemalige, mit einer Glockenhaube bedeckte Treppenturm blieben erhalten. 
Im ehemals flachgedeckten Chor, der im 17. Jahrhundert mit einem Gewölbe überspannt wurde, befinden sich spätgotische Wandmalereien, die nach dem Abbruch des Gewölbes 1976 freigelegt wurden. Die Orgel mit 16 Registern, zwei Manualen und einem Pedal wurde 1976 von Rudolf von Beckerath Orgelbau errichtet.